# Емил Вандервелд
Емил Вандервелд (на френски: Émile Vandervelde) е белгийски политик, водач на Белгийската работническа партия и на Втория интернационал.

## Биография
Емил Вандервелд е роден през 1866 година в Иксел. Завършва право (1885) и обществени науки (1888) в Брюкселския свободен университет, където по-късно преподава.
От 1886 година е член на Белгийската работническа партия, а през 1894 година за пръв път е избран в парламента. От 1900 до 1918 година е председател на Втория интернационал.
След началото на Първата световна война Вандервелд получава почетната титла държавен министър и става първия социалист, член на белгийско правителство. От 1918 до 1921 година е министър на правосъдието, като през този период се провежда реформа на наказателното право и се въвежда всеобщото избирателно право. Той посещава България от 29 август до 22 септември 1924 г. Като външен министър (от 1925 до 1927 година) участва в изработването на Договорите от Локарно. През 1929 година отново е избран за председател на Втория интернационал. През 1933 година става първия председател на Белгийската работническа партия и остава на този пост до смъртта си. През 1936 – 1937 година е министър на здравеопазването.
През 1957 г. книгата му „България и Балканите“ (1925) е включена в Списъка на вредната литература.
Емил Вандервелд умира през 1938 година в Брюксел.